# Emmanuel Degland
Pour les articles homonymes, voir Degland.
Emmanuel Degland (né le 14 mai 1900 à Sainte-Marie et mort le 19 mai 1969 à Sainte-Marie) est un athlète français, spécialiste du lancer du javelot.

## Biographie
Il remporte neuf titres de champion de France du lancer du javelot en 1923, 1925, 1926, 1927, 1928, 1930, 1931, 1932 et 1933. 
Il participe au concours du lancer du javelot des Jeux olympiques de 1924 à Paris et des Jeux olympiques de 1928 à Amsterdam ; il s'incline à chaque fois en qualifications.

### Palmarès
- Championnats de France d'athlétisme :
  - vainqueur du lancer du javelot en 1923, 1925, 1926, 1927, 1928, 1930, 1931, 1932 et 1933

### Records
| Épreuve           | Performance | Lieu | Date |
| ----------------- | ----------- | ---- | ---- |
| Lancer du javelot | 61,34 m     |      | 1928 |